# Chionaema insularis
Chionaema insularis är en fjärilsart som beskrevs av Max Wilhelm Karl Draudt 1914. Chionaema insularis ingår i släktet Chionaema och familjen björnspinnare. Inga underarter finns listade i Catalogue of Life.